# تپه فیروزان
تپه فیروزان مربوط به دوره اشکانیان است و در فیروزان، ۸۵۰ متری جنوب شرق شهر واقع شده و این اثر در تاریخ ۲۲ مرداد ۱۳۸۴ با شمارهٔ ثبت ۱۳۰۴۴ به‌عنوان یکی از آثار ملی ایران به ثبت رسیده است.